# Liste der Mitglieder der American Academy of Arts and Sciences/2004
Im Jahr 2004 wählte die American Academy of Arts and Sciences 201 Personen zu ihren Mitgliedern.

## Neugewählte Mitglieder
- Lilia A. Abron (* 1945)
- Guenter Ahlers (* 1934)
- Huda Akil (* 1945)
- David Aldous (* 1952)
- A. Paul Alivisatos (* 1959)
- James Edward Alt (* 1946)
- Leonore Annenberg (1918–2009)
- Henry H. Arnhold (1921–2018)
- James L. Axtell (* 1941)
- Tania Ann Baker (* 1961)
- John Anthony Baldessari (1931–2020)
- Abhijit Vinayak Banerjee (* 1961)
- Moungi Gabriel Bawendi (* 1961)
- Peter Andrew Beak (1936–2021)
- Mark Firman Bear (* 1957)
- Ann Beattie (* 1947)
- Steven Van Walter Beckwith (* 1951)
- Arden Lee Bement (* 1932)
- Jonathan Bendor (* 1950)
- Charles L. Bennett (* 1956)
- Edward John Benz (* 1946)
- Ira Berlin (1941–2018)
- Paul Franklin Berliner (* 1946)
- Leslie Cohen Berlowitz (1944–2020)
- Ned Block (* 1942)
- Jean Fernand Pierre Blondel (1929–2022)
- Philip Chase Bobbitt (* 1948)
- John Clifton Bogle (1929–2019)
- Gary G. Borisy (* 1942)
- Mary Cunningham Boyce (* 1958)
- Vladimir Borisovich Braginsky (1931–2016)
- Joan W. Bresnan (* 1945)
- Marilynn B. Brewer (* 1942)
- Richard H. Brodhead (* 1947)
- Jeremy Israel Bulow (* 1954)
- Claude Roger Canizares (* 1945)
- Thomas James Carew (* 1944)
- Marian B. Carlson (* 1952)
- Raymond Carr (1919–2015)
- Ted J. Case (* 1947)
- Dipesh Chakrabarty (* 1948)
- Moses H. W. Chan (* 1946)
- Bernard Chazelle (* 1955)
- Malcolm Harold Chisholm (1945–2015)
- Carol Tecla Christ (* 1944)
- James H. Clark (* 1944)
- Bryan Campbell Clarke (1932–2014)
- Yves Colin de Verdière (* 1945)
- David Collier (* 1942)
- Robert Conquest (1917–2015)
- Michael Allan Cook (* 1940)
- Mario Davidovsky (1934–2019)
- Murray S. Daw (* 1955)
- Mark E. Dean (* 1957)
- Philippe Lannes de Montebello (* 1936)
- Rodolfo Dirzo (* 1951)
- Alexander W. Dreyfoos (1932–2023)
- Catherine Dulac (* 1963)
- R. Lawrence Edwards (* 1953)
- Scott D. Emr (* 1954)
- Donald Max Engelman (* 1941)
- Charles Joseph Epstein (1933–2011)
- Bernard Lucas Feringa (* 1951)
- Andrew Z. Fire (* 1959)
- George Philip Fletcher (* 1939)
- Paul Aimé Fleury (* 1939)
- Lucian Freud (1922–2011)
- Carl Frieden (* 1928)
- Emilio Gabba (1927–2013)
- William Arthur Galston (* 1946)
- Donald Emil Ganem (* 1950)
- Dedre Gentner (* 1945)
- Andrea M. Ghez (* 1965)
- Loren Frank Ghiglione (* 1941)
- Steven M. Girvin (* 1950)
- Herbert Gleiter (* 1938)
- Alvin Ira Goldman (1938–2024)
- Jeffrey Ivan Gordon (* 1947)
- Michael J. Graetz (* 1944)
- Francine du Plessix Gray (1930–2019)
- Avner Greif (* 1955)
- Sten Erik Grillner (* 1941)
- Leonard Gross (* 1931)
- Barbara Jean Grosz (* 1948)
- David C. Grove (1935–2023)
- Leonard P. Guarente (* 1952)
- Werner Leonard Gundersheimer (* 1937)
- Donald A. Gurnett (1940–2022)
- Joel F. Handler (1932–2022)
- Jeffrey A. Harvey (* 1955)
- Michael Norman Hechter (* 1943)
- Bernd Heinrich (* 1940)
- Susan Hockfield (* 1951)
- Richard Charles Albert Holbrooke (1941–2010)
- Frances Degen Horowitz (1932–2021)
- Steven Edward Hyman (* 1952)
- Eric N. Jacobsen (* 1960)
- Guillermo Jaim Etcheverry (* 1942)
- J. Larry Jameson (* 1954)
- Brian Daniel Joseph (* 1951)
- Takeo Kanade (* 1945)
- Roger E. Kasperson (1938–2021)
- Anatole Katok (1944–2018)
- Anselm Karl Albert Kiefer (* 1945)
- Jürgen Kocka (* 1941)
- Guy Laroque (* 1946)
- Edward Delano Lazowska (* 1950)
- Ho-Wang Lee (1928–2022)
- Mark Roger Lepper (* 1944)
- Bruce R. Levin (* 1940)
- Jay A. Levy (* 1938)
- Fang-Hua Lin (* 1959)
- Lucio Luzzatto (* 1936)
- Yuri I. Manin (1937–2023)
- Brice Marden (1938–2023)
- Donald Anthony Martin (* 1940)
- Manuel Martínez Maldonado (* 1937)
- James Lee Massey (1934–2013)
- John F. McDonnell (* 1938)
- Curtis W. Meadows (* 1938)
- Wayne A. Meeks (1932–2023)
- Daniel J. Meltzer (1951–2015)
- Thomas Wendell Merrill (* 1949)
- Paul Lawrence Modrich (* 1946)
- Richard G. M. Morris (* 1948)
- C. Dan Mote (* 1937)
- Alfred H. Mueller (* 1939)
- Joseph R. Nevins (* 1947)
- Mark Allan Noll (* 1946)
- Michael John Novacek (* 1948)
- Erin K. O’Shea (* 1965)
- Maurice Obstfeld (* 1952)
- Sharon Olds (* 1942)
- Norman Jay Ornstein (* 1948)
- Lyman Alexander Page (* 1957)
- Thalia Papayannopoulou (* 1937)
- Anthony James Pawson (1952–2013)
- Gustavo Francisco Pérez Firmat (* 1949)
- Carl Phillips (* 1959)
- Janet Pierrehumbert (* 1954)
- Stuart Leonard Pimm (* 1949)
- William H. Pritchard (* 1932)
- William B. Quandt (* 1941)
- Peter Albert Railton (* 1950)
- Linda Lea Randall (* 1946)
- Lisa Randall (* 1962)
- Gerhard Richter (* 1932)
- Loren H. Rieseberg (* 1961)
- Gene Ezia Robinson (* 1955)
- Christina D. Romer (* 1958)
- Nancy Lipton Rosenblum (* 1947)
- Gerald Rosenfeld (* 1946)
- Peter Jacob Rossky (* 1950)
- Ed Ruscha (* 1937)
- Donald Gene Saari (* 1940)
- Henry Samueli (* 1954)
- Aziz Sancar (* 1946)
- Paul Spyros Sarbanes (1933–2020)
- Sosale Shankara Sastry (* 1956)
- Mark A. Satterthwaite (* 1945)
- Henry Frederick Schaefer (* 1944)
- Samuel Scheffler (* 1951)
- Gerald Schoenfeld (1924–2008)
- Norbert Schwarz (* 1953)
- Anne Firor Scott (1921–2019)
- William H. Sewell, Jr. (* 1940)
- Robert James Sharer (1940–2012)
- Stephen Skowronek (* 1951)
- Rogers M. Smith (* 1953)
- Anthony James Merrill Spencer (1929–2008)
- George Stamatoyannopoulos (1934–2018)
- Robert Gregg Stone (1923–2006)
- Patty Stonesifer (* 1956)
- Peter L. Strick (* 1946)
- Jean Strouse (* 1945)
- Subra Suresh (* 1956)
- Masatoshi Takeichi (* 1943)
- Anne M. Tatlock (* 1939)
- Gang Tian (* 1958)
- Judith Tick (* 1943)
- Preston Robert Tisch (1926–2005)
- Joan Peabody Tower (* 1938)
- James Turrell (* 1943)
- Peter Victor Ueberroth (* 1937)
- Richard Palmer Van Duyne (1945–2019)
- Graham Charles Walker (* 1948)
- Douglas C. Wallace (* 1946)
- Nolan R. Wallach (* 1940)
- Bess R. Ward (* 1954)
- Robert Hugh Waterston (* 1943)
- Rubie S. Watson (* 1945)
- Timothy Endicott Wirth (* 1939)
- Diane Pamela Wood (* 1950)
- Michael Woodford (* 1955)
- Yu Xie (* 1959)
- George D. Yancopoulos (* 1959)
- Lai-Sang Young (* 1952)
- Mary Alice Zimmerman (* 1960)
- Maria T. Zuber (* 1958)
- Paul Sebastian Zuckerman (* 1945)
- Ellen Taaffe Zwilich (* 1939)